# Obereopsis atrifrons
Obereopsis atrifrons là một loài bọ cánh cứng trong họ Cerambycidae.